# 머저리와 도둑놈
"머저리와 도둑놈"은 1992년에 개봉한 대한민국의 영화이며 남기남 감독은 빠르게 높아지는 관객들의 눈높이와 갈수록 격차가 벌어져 해당 작품 등 영화 연출을 맡은 작품이 연속 실패했고 1996년 개봉 예정이었으나 이런저런 사정 탓인지 1998년으로 바뀐 《천년환생》의 실패 뒤 한동안 영화 연출 활동을 잠정 중단했으며 우여곡절 끝에 <너 없는 나>로 영화 연출 활동을 재개했지만  개봉이 되지 못하기도 했는데 그나마 1998년 남기남 감독이 연출한 영화 중  극장 개봉한 것은 《천년환생》이 유일했다.

## 캐스팅
- 심형래 : 형구 역
- 유퉁 : 동팔 역
- 강희영 : 복순 역
- 이미령 : 영자 역
- 서권순
- 주상호
- 박동룡
- 양종철
- 윤일주
- 조학자
- 전숙
- 김신명
- 박용팔
- 김창기
- 황인조
- 이석구
- 장정국
- 장선
- 장동일 : 두칠 역